# Figura paterna

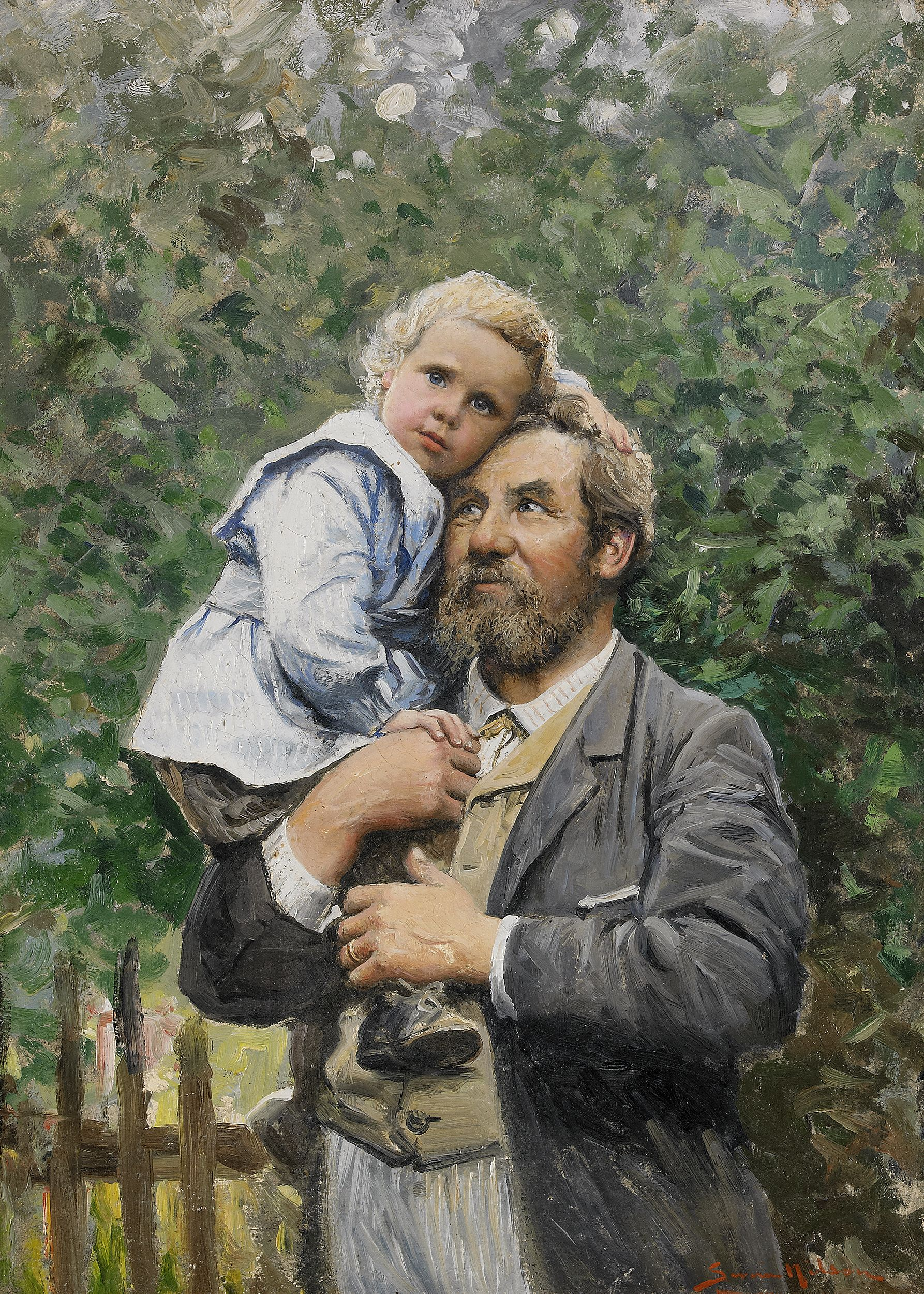
En los brazos de papá. Pintura en óleo de Severin Nilson (1846–1918).

La figura paterna suele ser un hombre mayor, usualmente alguien con poder o autoridad, con quien uno puede identificarse a un nivel profundamente psicológico y que genera emociones generalmente sentidas hacia el propio padre. A pesar del término literal "figura paterna", el papel de una figura paterna no se limita al padre biológico de una persona (especialmente un niño), sino que puede ser interpretado por tíos, abuelos, hermanos mayores, amigos de la familia u otros. El término similar figura materna se refiere a una mujer mayor.
Varios estudios han sugerido que las figuras tanto paternas como maternas positivas (ya sean biológicas o no) generalmente se asocian con un desarrollo infantil saludable, tanto en niños como en niñas.

## Definición
El Diccionario Internacional de Psicología define "figura paterna" como "Un hombre a quien una persona admira y a quien trata como un padre". El Diccionario Conciso de Psicología de la APA ofrece una definición más amplia: "un sustituto del padre biológico de una persona, que realiza funciones paternales típicas y sirve como objeto de identificación y apego. [Las figuras paternas] pueden incluir a individuos como padres adoptivos, padrastros, hermanos mayores, maestros y otros". Este diccionario continúa afirmando que el término es sinónimo de padre sustituto y padre de alquiler. La primera definición sugiere que el término se aplica a cualquier hombre, mientras que la segunda excluye a los padres biológicos.

## Importancia en el desarrollo infantil
Como cuidador principal, un padre o figura paterna cumple un papel clave en la vida de un niño. La teoría del apego ofrece una idea de cómo los niños se relacionan con sus padres y cuándo buscan una "figura paterna" separada. Según un estudio de 2010 realizado por Posada y Kaloustian, la forma en que un bebé modela su apego a su cuidador tiene un impacto directo en cómo responde el bebé a otras personas. Estas respuestas impulsadas por el apego pueden persistir durante toda la vida.
Los estudios realizados por Parke y Clark-Stewart (2011) y Lamb (2010) han demostrado que los padres son más propensos que las madres a participar en juegos bruscos con los niños.
Otras funciones que puede proporcionar una figura paterna incluyen: promover la autodisciplina, y el trabajo en equipo; ofreciendo una ventana a un mundo más amplio; y proporcionando oportunidades tanto para la idealización como para su elaboración realista.

## Aspectos culturales
- Se ha visto a líderes como Franklin D. Roosevelt actuando como figuras paternas para sus seguidores, mientras que el terapeuta puede desempeñar un papel similar en la transferencia.[11]
- Alfred Pennyworth es el mayordomo y la figura paterna de Bruce Wayne, quien también es Batman en DC Comics. Alfred cuida al joven Bruce Wayne después de que sus padres fueran asesinados durante un robo callejero.
- Mycroft Holmes a veces se ve como una figura paterna para Sherlock Holmes, especialmente en la película de 1970 La vida privada de Sherlock Holmes y en la serie de televisión de 2010 Sherlock.
- El Capitán Haddock es visto principalmente como una figura paterna para Tintín, especialmente en Tintín en el Tíbet.
- Lord Durham adoptó a su suegro, Charles Grey, como una figura paterna, la consiguiente ambivalencia en su relación impactó negativamente en su trabajo por la Gran Ley de Reforma.[12]
- En la franquicia de Star Wars, Obi-Wan Kenobi es visto como una figura paterna para el protagonista Luke Skywalker.
- Harry Potter se ha visto que busca una sucesión de figuras paternas, desde Rubeus Hagrid hasta Albus Dumbledore, en contraste con el papel de Lord Voldemort como la contraparte y el aspecto negativo de la figura paterna.[13]
- Tigger siempre es visto como una figura paterna para Roo, especialmente en La película de Tigger.
- Wolverine en Marvel Comics se convirtió en una figura paterna para la joven x-woman Kitty Pryde. También le enseñó artes marciales y cómo usar la katana.
- May Parker en Marvel Comics se convirtió en una figura paterna para Peter Parker/Spider-Man.
- Bobby Singer siempre es visto como una figura paterna para Dean y Sam en Supernatural.
- Kingsley Martin dijo de Leonard Woolf que "siempre estuvo dispuesto a aconsejarme y se convirtió, creo, en una especie de figura paterna para mí".[14]
- Gordon siempre es visto como una figura paterna para Thomas, Percy, Diesel y otras pequeñas locomotoras, especialmente en Thomas y sus amigos: Trenes a todo vapor.